# 歧路旅人
《歧路旅人》（又译作）是由史克威爾艾尼克斯和Acquire開發的一款電子角色扮演遊戲，于2018年7月13日在任天堂Switch平台发售，后于2019年6月7日推出繁简中文补丁；也于2019年6月8日通过Steam平台发售支持繁简中文的Windows版本。遊戲使用虚幻引擎4开发，画面采用结合复古像素点阵与3DCG的风格，官方称该风格为“HD-2D”。游戏的故事发生在奥鲁斯特拉（Orsterra）大陆，玩家需要扮演出身迥异，各怀绝技而又各有所求的八名旅人之一，踏上他/她的旅途。

## 玩法
游戏中的八名旅人各自拥有不同的场景指令（Field Command）和特有动作。其中场景指令可以向非玩家角色（NPC）收购道具，带领NPC加入战斗，或是与NPC切磋武艺等。每種场景指令都分为正道和邪道：使用正道指令需要满足一定等级要求且必定成功，相反使用邪道指令没有等级要求但有概率失败（等級越高失敗概率越低），也存在只能使用正道指令的情況。

### 战斗系统
游戏采用回合式战斗，其核心为BREAK战斗系统。敌人有各自不同的武器或属性弱点和数层护盾。玩家需要用相应的弱点武器或属性击破护盾。敌人的护盾被全数打破时即进入BREAK状态暂时不能行动，此时角色攻击敌人可造成较大伤害。此外角色每回合均可获得BP（Boost Point），使用积攒的BP可以打出多段攻击或是使出更强力的技能。

### 队伍
在游戏开始时，玩家需要选择一个角色作为队伍的固定成员；其他七个角色可以在任何时候加入，并可以在各个城市的酒馆更换队伍成员。一旦第一个选定的主角的故事完成，就可以自由组织队伍。在剧情中，任意两个在队伍内的成员都可能会发生对话。

## 開發
《歧路旅人》的制作人是曾负责过《勇气默示录》系列开发的浅野智也和高桥真志，音樂是由創作過《碧藍幻想》動畫音樂的西木康智负责。开发本作的契机是《勇气默示录》系列两作在任天堂平台都收获了不错的成绩。之所以选用像素点阵画风，是因为开发团队中有很多成员深受超級任天堂游戏的影响，想要以自己的双手创造出当时的感动。本作虽然选用了当今游戏已经比较少的回合制战斗，但监制宫内继介希望玩家可以通过BREAK系统获得动作游戏般的爽快感。

## 發行
本作於2017年1月13日以“歧路旅人計劃（Project Octopath Traveler）”的暫定名稱初次亮相，试玩版於同年9月13日上架任天堂eShop。截至2018年4月，试玩版的下载数已超过130万。游戏开发人员亦根据试玩版玩家的问卷反馈，对游戏内容进行了种种调整。制作人高桥真志还表示，本作没有发行DLC的计划，在上市时即是完成品。
遊戲於2018年7月13日發售，美國還發售了包含立體書、布製的世界地圖與精選原聲帶的特別版。香港任天堂与歧路旅人官方皆透過社群網站于2019年4月15日宣布遊戲将于6月7日推出对应任天堂Switch平台全版本游戏的繁简中文补丁，並正式將遊戲译名为《OCTOPATH TRAVELER 歧路旅人》。2019年6月7日除了中文盒裝版的發售，PC平台也於同一天發售。2020年4月，谷歌宣布《歧路旅人》将于2020年4月28日在Google Stadia云游戏平台上线。
2021年3月16日，微软宣布本作即将登陆Xbox One平台，并同步加入Xbox Game Pass游戏库。2024年6月6日，史克威尔艾尼克斯宣布本作登陆PlayStation 5及PlayStation 4平台，同时续作《歧路旅人II》Xbox版发售同日与本作一同加入Xbox Game Pass游戏库。
本作任天堂Switch版先前由任天堂负责全球地区（除日本外）的发行，该游戏于2024年3月初暂时从任天堂eShop中下架，并于同年四月中旬恢复上架，同时发行商变更为史克威尔艾尼克斯自身。

## 评价
| 汇总媒体   | 得分                  |
| ---------- | --------------------- |
| Metacritic | NS：83/100 PC：80/100 |

| 媒体           | 得分   |
| -------------- | ------ |
| Destructoid    | 7.5/10 |
| GameSpot       | 8/10   |
| IGN            | 9.3/10 |
| Nintendo Life  | [ 25 ] |
| 任天堂世界报道 | 9/10   |
| VideoGamer.com | 8/10   |
| 游戏机实用技术 | 26/30  |

本作的任天堂Switch版本在汇总媒体Metacritic基于79家媒体的评分获得平均83/100分，PC版則為平均80/100分的普遍好評。IGN认为它“是一款我们梦寐以求的JRPG”，游戏的战斗系统和美术风格既致敬了SFC时代，又做出了令人振奋的创新。《Fami通》杂志给本作的评分为36/40分。4Gamer.net的箭本进一认为，游戏巧妙地结合了原本让人觉得水火不容的像素点阵与3D画面，塑造出了一种独特的氛围。特别是在任天堂Switch的掌机模式下，这种HD-2D风格看上去感觉像是将“可动式绘本”般的箱庭世界尽握手中。游戏的高自由度让玩家可以与其他玩家交流讨论，这种体验也仿佛是90年代氛围的再现，但游戏的内容不仅仅只是单纯地停滞在复古，建议不论是以前就玩过史克威尔出品的角色扮演类游戏的玩家，还是新的角色扮演类游戏的玩家都应该尝试本作。《游戏机实用技术》的编辑称赞了游戏的舞台剧风格情节，但也认为游戏剧情相对平淡。
游戏的英文化也受到关注。由于游戏起初没有发行中文版本，因此部分中文地区玩家在只能选择游玩英文版。而英文版本为贴合游戏背景在其中一位主角的对话中使用了与现代英文有很大差异的中古英文，使得这些玩家为其非现代英文的词法所困惑，戏称该作为“专八旅人”，有玩家还因此专门研究角色的英文用语语法特色。美国游戏媒体Polygon也对该作英文版本的用语晦涩难懂，在未有发行本地化语言版本的地区引起热议一事进行了报道，认为英文版本在本地化过程中加入了日文原版没有的设定，而这种过于艰涩的表达不仅让非英语圈国家的玩家感到困扰，即使在英语圈国家也不应提倡。
游戏的音乐获得了一致好评，大部分玩家都能够享受其中。
游戏在Steam平台上发行时的定价也引发了争议。史克威尔艾尼克斯为此游戏设置的价格与市场中的3A游戏的定价相仿，被认为性价比低，并引发大量差评。其中，游戏于Steam中国区的定价为402元人民币，被中国网友揶揄为“八方旅人，一方五十”，“方”一度成为新兴计量单位。

### 銷量
《歧路旅人》在發售首周成為日本銷量周冠軍，首周銷量達到11萬111份。另外在英國的首周（因游戏于周五发售，故仅统计三天）銷量幾乎是《勇氣默示錄》的兩倍，也是《勇氣默示錄2 終結次元》銷量的兩倍多。是該週英國地區銷量最好的單一平台遊戲作品。
由於銷量超過預期，《歧路旅人》實體版在日本三天連假期銷售一空，官方在推特上對於遊戲的供應不足表示抱歉，除了日本，美國Amazon的實體版也是銷售一空。根據2018年7月的美國市場調查報告，本作實體版銷量於該月所有國內發行的主機遊戲軟件中，排行第一。
2018年8月3日，即游戏上市三周後史克威尔艾尼克斯宣布本作实体版的出货数與下载版的販售数合計已超过100万份；后又于2019年3月7日宣布二者合计已超过150万份。2020年3月19日史克威爾艾尼克斯宣布Switch與PC版本的出貨數合計已突破200萬份。截至2021年2月，本作的累計出貨數超過了250萬套。

## 影响
在《歧路旅人》获得成功后，史克威尔艾尼克斯在2021年2月17日公布了一款基于《歧路旅人》HD-2D技术制作的战略角色扮演游戏，代号为《三角战略项目》（英語：Project Triangle Strategy），也将由《歧路旅人》的开发组制作。在2021年5月27日，在《勇者斗恶龙系列》35周年特别直播节目中，史克威尔艾尼克斯宣布将以HD-2D的技术重制《勇者斗恶龙III》，《歧路旅人》的制作组将会提供技术支持，而参与过《歧路旅人》制作的早坂将昭也将担任本次重制版《勇者斗恶龙III》的制作人。
前传游戏《歧路旅人：大陸的霸者》于2020年10月推出，对应Android和iOS平台。续作《歧路旅人II》采样全新角色舞台阵容，预定2023年2月全球发行。